# Karlgarin
Karlgarin är en ort i Australien. Den ligger i kommunen Kondinin och delstaten Western Australia, omkring 270 kilometer öster om delstatshuvudstaden Perth. Antalet invånare är 130.
Trakten runt Karlgarin är nära nog obefolkad, med mindre än två invånare per kvadratkilometer.. Närmaste större samhälle är Hyden, omkring 17 kilometer öster om Karlgarin. 
Trakten runt Karlgarin består till största delen av jordbruksmark. Genomsnittlig årsnederbörd är 474 millimeter. Den regnigaste månaden är juli, med i genomsnitt 63 mm nederbörd, och den torraste är februari, med 13 mm nederbörd.